# Galina Murašova
Galina Murašova (ros. Галина Мурашова, Galina Muraszowa; ur. 22 grudnia 1955 w Wilnie) – litewska lekkoatletka pochodzenia polskiego specjalizująca się w rzucie dyskiem, dwukrotna uczestniczka letnich igrzysk olimpijskich (Moskwa 1980, Seul 1988). W czasie swojej kariery reprezentowała Związek Socjalistycznych Republik Radzieckich.

## Sukcesy sportowe
- dwukrotna mistrzyni ZSRR w rzucie dyskiem – 1983, 1988[2]

| Rok  | Miasto   | Zawody               | Konkurencja  | Wynik         |
| ---- | -------- | -------------------- | ------------ | ------------- |
| 1980 | Moskwa   | igrzyska olimpijskie | rzut dyskiem | 7. miejsce    |
| 1982 | Ateny    | mistrzostwa Europy   | rzut dyskiem | 6. miejsce    |
| 1983 | Helsinki | mistrzostwa świata   | rzut dyskiem | srebrny medal |
| 1984 | Praga    | "Przyjaźń-84"        | rzut dyskiem | 2. miejsce    |

## Rekordy życiowe
- rzut dyskiem – 72,14 – Praga 17/08/1984 (rekord Litwy))